# Lago de los Bosques (Territorios del Noroeste)
El lago de los Bosques (del francés: Lac des Bois) es un lago de Canadá localizado en los Territorios del Noroeste. El lago tiene una superficiede 469 km² y se encuentra a una altitud de 297 m. El lago se encuentra a 40 km al noroeste del Gran Lago del Oso. El lago drena por el río Anderson, cuya boca está en el extremo noroccidental, y que fluye en dirección noroeste hacia el mar de Beaufort, al este del delta del río Mackenzie.